# Il fiume di Annibale
Il fiume di Annibale è un cortometraggio del 2019 diretto da Giacomo Gatti e prodotto da Fondazione di Piacenza e Vigevano in occasione della mostra “Annibale un mito mediterraneo” a Palazzo Farnese di Piacenza, dal 16 dicembre 2018 al 17 marzo 2019.

## Trama
Il film racconta la battaglia della Trebbia dal punto di vista del fiume. Lo scontro leggendario e tragico tra Annibale e i romani nel 218 a.C. rivive attraverso la potenza evocativa della natura e dei luoghi autentici che hanno visto passare la Storia.

## Produzione
Il film nasce da un progetto editoriale di Giangiacomo Schiavi e si avvale della consulenza dello storico Giovanni Brizzi. Ripreso in 4K, il cortometraggio vuole essere il primo capitolo per un più ampio racconto sul fiume Trebbia e le sue valli. Il brano musicale “Hodie fit regressus ad patriam” che chiude il film è stato elaborato da Maria Maddalena Scagnelli dall'Antifonario di Bobbio e registrato per l'occasione nel Duomo di Piacenza dal gruppo vocale Schola Sancti Columbani.